# Aethecerus graniger
Aethecerus graniger là một loài tò vò trong họ Ichneumonidae.